# Mikro FAF
Mikro FAF je takmičarsko-revijalni filmski festival amaterskih filmova kratke forme osnovan 2010. godine u Beogradu. Festival je napravila neprofitna organizacija Satibara, sa ciljem ekspanzije i edukacije publike u polju kratkometražnog filma, sa naglaskom na autorskim filmovima, samostalnoj, nezavisnoj produkciji, niskobudžetnim filmovima, igranim, angažovanim, dokumentarnim, art, eksperimentalnih, web i animiranih formama filma.

## Program festivala
Festival je organizovan tako da ima takmičarski, revijalni i edukativni deo. Takmičari koji pobede nagrađuju se Mikropolis nagradom, ručno rađenom statuom umetnice Jelene Bošković. Takmičari se nadmeću u tri kategorije filmova:
1. Kratki uradi sam film
2. Nezavisni kratki film
3. Loud film

### Kratki uradi sam film
Kratki uradi sam film je kategorija koja obuhvata filmove  svih  vrsta i tehnika izrade (igrani, dokumentarni, eksperimentalni, animirani), nastalih bez učešća profesionalnih filmskih radnika i bez profesionalnih produkcijskih obaveza tokom i nakon snimanja filma.

### Nezavisni kratki film
Nezavisni kratki film podrazumeva filmka ostvarenja koja ne ispunjavaju propozicije prethodne kategorije, ali su nastala u slobodnoj produkciji van komercijanih pritisaka i obaveza.

### Loud Film
Loud Film je kategorija koja nema nikakva žanrovska ograničenja i obuhvata filmove koji su na neki način angažovani i čiji sadržaj „glasno govori”(eng.loud=glasno/naglas) o temama kojima se klasični komercijalni filmovi ne bave često.

U revijalnom delu festivala organizacija Satibara tokom Mikrofafa priređuje više edukativnih radionica. Između ostalih u saradnji sa Centrom za socijalno preventivne aktivnosti Grig, pod pokroviteljstvom Trag fondacije i uz podršku Filmskog Centra Srbije realizovalo je šestomesečne filmske radionce za omladinu. Radionice se bave edukacijom mladih ljudi u sferi filmske umetnosti i tokom procesa stvaraju se dva kratkometražna filma koja nakon toga imaju svečanu premijeru u revijalnom delu festivala.

## Osnovne propozicije festivala
1. Prijavljeni filmovi mogu trajati do petnaest minuta.
2. Jedan autor sme da prijavi najviše tri filma.
3. Nema ograničenja u kontekstu zemlje porekla autora.
4. Za prijavljen rad mora se izabrati jedna od tri kategorije u kojoj će se film takmičiti.
5. Filmovi koji nisu na Srpskom ili Engleskom jeziku moraju imati prevod na neki od ova dva jezika,